# Garéoult
Garéoult är en kommun i departementet Var i regionen Provence-Alpes-Côte d'Azur i sydöstra Frankrike. Kommunen ligger i kantonen La Roquebrussanne som tillhör arrondissementet Brignoles. År 2022 hade Garéoult 5 579 invånare.

## Befolkningsutveckling
Antalet invånare i kommunen Garéoult
| Referens: INSEE |